# جمسونیت
جمسونیت (به انگلیسی: Jamesonite) با فرمول شیمیایی Pb4FeSb6S14 از مجموعه کانی هاست و محلول در اسید نیتریک و اسیدکلریدریک گرم-درشعله گاز ذوب می‌شود-باآب شسته می‌شود-کانی‌های مشابه آن شامل:برتیئریت، پلاژیونیت و بولانژریت است که با عکس‌العمل‌های شیمیایی و اشعه X ازآن قابل تشخیص‌اند. از نام کانی‌شناس کرس R.Jameson گرفته شده است. محلول در اسید نیتریک و اسیدکلریدریک گرم - درشعله گاز ذوب می‌شود - با آب شسته می‌شود. Pb:40.16% Fe:2.71% Sb:35.39% S:۲۱٫۷۴٪ انکلوزیون‌های Zn,Cu,Bi,Ag برای اولین بار در چک اسلواکی کشف شد و از نظر شکل بلور: منشورهای طویل باشیارهای طولی - توده‌ای - رشته‌ای - ماکله‌های فراوان، رنگ: سربی رنگ قوس و قزحی، شفافیت: کدر (اپاک)، جلا: فلزی، رخ: کامل - مطابق با سطح با شکستگی نامنظم، سیستم تبلور: مونوکلینیک و در رده‌بندی سولفور است
همایند کانی‌شناسی (پارانژ) آن برتیئریت- پلاژیونیت - بولانژریت- استیبین- بولانژریت- اسفالریت است.
کاربرد آن: کانسار Sb,Pb، از نظر ژیزمان بلوری - تجمع دانه‌ای - رشته‌ای- شعاعی تقریباً کمیاب است و بیشتر در آلمان شرقی و غربی، چک اسلواکی (بلورها تا ۲۰ سانتیمتر)، سوئد، بولیوی، آمریکا، مکزیک، رومانی، استرالیا و ژاپن یافت می‌شود.